# Corruptissima re publica plurimae leges
Corruptissima re publica plurimae leges è una locuzione latina di Tacito (Annales, Libro III, 27), che significa: "moltissime sono le leggi quando lo Stato è corrotto". A significare che più sono  le leggi più è la corruzione dello stato